# 鰭斑蝴蝶魚
鰭斑蝴蝶魚，為輻鰭魚綱鱸形目蝴蝶魚科的其中一種。

## 分布
本魚分布於西大西洋區，包括加拿大、美國、墨西哥、貝里斯、瓜地馬拉、巴拿馬、哥斯大黎加、尼加拉瓜、委內瑞拉、加勒比海各島嶼、蓋亞那、蘇利南、法屬圭亞那、巴西等海域。

## 深度
水深0－30公尺。

## 特徵
本魚體呈方圓形，吻短，體呈白色，頭部有黑色的條紋通過眼睛。在稚魚時，有一條第二條黑色的橫帶從臀背鰭的基底至臀鰭的軟條部，成魚則無。另有一條狹窄的黃色的條紋從鰓裂至胸鰭基底。背部、尾鰭與臀鰭或是黃色或透明的，背鰭上有一黑斑。背鰭硬棘12至14枚、背鰭軟條18至21枚；臀鰭硬棘3枚、臀鰭軟條15至17枚。體長可達20公分。

## 生態
本魚棲息於淺灘、珊瑚礁，肉食性，相當常見。

## 經濟利用
為觀賞性魚類，不供食用。